# 1000 morts insolites
1000 Ways to Lie
1000 morts insolites (1000 Ways to Die) est une série télévisée d'anthologie américaine diffusée sur Spike du 14 mai 2008 au 15 juillet 2012, et également diffusée sur Comedy Central pendant sa diffusion. Le programme recrée des morts supposées inhabituelles, des événements réels et des légendes urbaines démystifiées, et comprend des entretiens avec de vrais experts médicaux qui décrivent la science derrière chaque décès. Jusqu'à la fin de la première saison, l'histoire finale de chaque épisode montrait des images réelles de situations dangereuses qui se terminaient presque par la mort, ainsi que des interviews des personnes impliquées dans les situations. Une partie de ces décès ont été nommés ou ont reçu un Darwin Award[évasif][réf. nécessaire]. Ron Perlman a servi de narrateur sur chaque épisode depuis le troisième épisode (avec Thom Beers narrant les deux premiers épisodes) ; à partir de l'épisode Tweets from the Dead, Joe Irwin a été présenté comme narrateur de remplacement.
Spike a brûlé les quatre derniers épisodes, mettant fin à la série avec la diffusion de "Death, The Final Frontier". 1000 morts insolites a été annulé en raison des faibles taux d'écoute après que les producteurs et les stars de l'émission ont lancé une grève contre le réseau.
En France, l'émission est diffusée sur Discovery Science.